# Hamgyŏng-namdo
Hamgyŏng-namdo (Süd-Hamgyŏng) ist eine Provinz in Nordkorea. Sie entstand 1896 bei der Teilung der Provinz Hamgyŏng-do in Hamgyŏng-pukto und Hamgyŏng-namdo. 1954 wurde die Provinz Ryanggang-do abgespaltet. Hauptstadt der Provinz Hamgyŏng-namdo ist Hamhŭng.

## Geographie
Hamgyŏng-namdo grenzt im Nordosten an Hamgyŏng-pukto, im Osten an das Japanische Meer, im Süden an Kangwŏn-do, im Norden an Ryanggang-do, im Nordwesten an Chagang-do und im Westen an P’yŏngan-namdo.

## Verwaltungsgliederung
Die Provinz Hamgyŏng-namdo gliedert sich in vier Städte, zwei Distrikte und 15 Landkreise.

### Städte
- Hamhŭng-shi (함흥시; 咸興市)
- Hŭngnam-shi (흥남시; 興南市)
- Sinp'o-shi (신포시; 新浦市)
- Tanch'ŏn-shi (단천시; 端川市)

### Distrikte
- Sutong-gu (수동구; 水洞區)
- Kŭmho-chigu (금호지구; 琴湖地區)

### Landkreise
- Changchin-gun (장진군; 長津郡)
- Chŏngp'yŏng-gun (정평군; 定平郡)
- Hamchu-gun (함주군; 咸州郡)
- Hŏch'ŏn-gun (허천군; 虛川郡)
- Hongwŏn-gun (홍원군; 洪原郡)
- Riwŏn-gun (리원군; 利原郡)
- Kowŏn-gun (고원군; 高原郡)
- Kŭmya-gun (금야군; 金野郡)
- Rakwŏn-gun (락원군; 樂園郡)
- Puchŏn-gun (부전군; 赴戰郡)
- Pukch'ŏng-gun(북청군; 北靑郡)
- Sinhŭng-gun (신흥군; 新興郡)
- Tŏksŏng-gun (덕성군; 德城郡)
- Yŏngkwang-gun (영광군; 榮光郡)
- Yotŏk-gun (요덕군; 耀德郡)

Koordinaten: 40° 14′ N, 127° 32′ O